# Čičke
Čičke är en ort i Bosnien och Hercegovina.   Den ligger i entiteten Federationen Bosnien och Hercegovina, i den centrala delen av landet, 22 km väster om huvudstaden Sarajevo. Čičke ligger 674 meter över havet och antalet invånare är 122.
Terrängen runt Čičke är kuperad åt nordväst, men åt sydost är den bergig. Čičke ligger nere i en dal.Närmaste större samhälle är Konjic, 18,8 km sydväst om Čičke. 
Omgivningarna runt Čičke är en mosaik av jordbruksmark och naturlig växtlighet. Runt Čičke är det ganska tätbefolkat, med 93 invånare per kvadratkilometer.